# Temryuksky (huyện)
Huyện Temryuksky (tiếng Nga: ? райо́н) là một huyện hành chính tự quản (raion), của Vùng Krasnodar, Nga. Huyện có diện tích 1932 km², dân số thời điểm ngày 1 tháng 1 năm 2000 là 118700 người. Trung tâm của huyện đóng ở Temryuk.